# Johannes Andersson i Mjöbäck

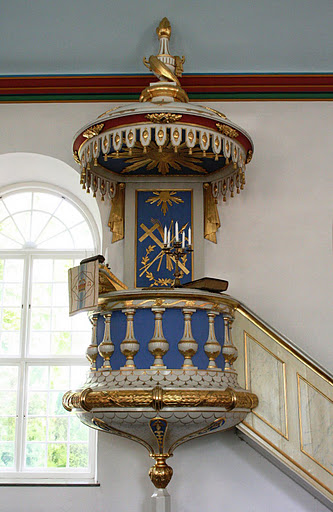
Predikstol i Örby kyrka tillverkad 1840

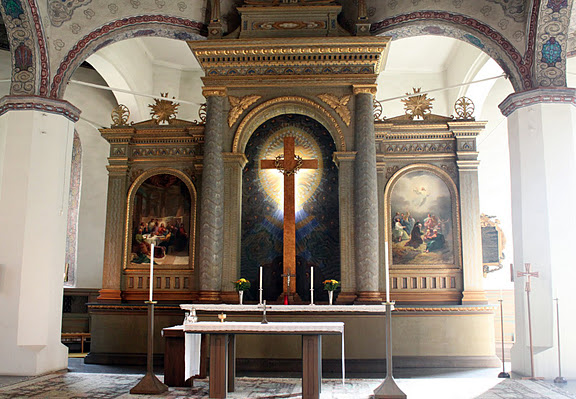
Altaruppsats i Borås Caroli kyrka 1839

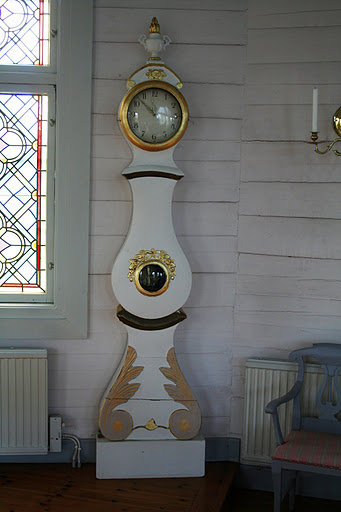
Ölsboklocka i Mjöbäck kyrka

Johannes Andersson, född 21 maj 1780 i Ölsbo, Mjöbäcks socken, Älvsborgs län, död där 28 mars 1860,, var en svensk bildhuggare.
Johannes Andersson kom från Ölsbo, i Mjöbäck i Västergötland. Hans föräldrar var åbon Anders Jönsson och Sara Larsdotter. Han var gift med  Kerstin Hansdotter.
Han kallades ibland "predikstolsmakaren" Johannes Andersson i Ölsbo. Johannes gick som lärling hos Sven Nilsson Morin när denne inredde Östra Frölunda kyrka. Johannes Andersson tillverkade ett stort antal utsmyckningar till kyrkor i Sydvästsverige. Den första predikstolen gjorde han 1814 till Mjöbäcks kyrka, den äldre. Han utförde 25 predikstolar och 15 altaruppsatser till kyrkor. Han tillverkade även Ölsboklockor som liknar Moraklockor och som anges ha sålts till bland andra Reftele kyrka, Mjöbäcks kyrka och Askome kyrka.
Sonen Johannes Johansson (1821-81) tog del i arbetet och efter faderns död tog han över verksamheten. Då flyttades verkstaden från Ölsbo till morföräldrarnas hem i Tokabo. Där hade Johannes Johansson bott med sin fru sedan de gift sig 1845. Han tillverkade tio predikstolar och nio altaruppsatser på egen hand. 
Även sonsonen Carl-Johan Johansson (1861-1934) fortsatte med trähantverk. Han var en mycket duktig finsnickare i tredje generationen och har gjort många mycket vackra möbler och golvur. Dopfunten i Mjöbäcks kyrka är ett av hans bidrag. Utöver hantverket som träsnidare drev de alla tre sina gårdar.

## Verk i urval
- Mjöbäcks gamla kyrka, 1814 predikstol
- Karl Gustavs kyrka, Västergötland, 1828 predikstol
- Svenljunga kyrka, 1829 predikstol
- Källsjö kyrka, 1830 predikstol
- Håcksviks kyrka, 1831 predikstol och altaruppsats
- Fagereds kyrka, 1833 predikstol och 1836 altaruppsats
- Bredareds kyrka, 1834 predikstol
- Södra Unnaryds kyrka, 1834 predikstol
- Mjöbäcks gamla kyrka, 1834 altartavla
- Holsljunga kyrka, 1834? predikstol
- Gällareds kyrka, 1835 predikstol och altaruppsats
- Slöinge kyrka, 1836 predikstol och 1838 altaruppsats
- Caroli kyrka, Borås, 1839 altaruppsats
- Älvsereds kyrka, 1840 predikstol och eventuellt även altaruppsats
- Örby kyrka, 1840 predikstol och altaruppsats
- Kalvs kyrka, 1842 predikstol och altaruppsats. Kyrkan brann ner 1896.
- Ullareds kyrka, 1843 predikstol och 1841 altaruppsats
- Revesjö kyrka, predikstol
- Landskyrkan i Alingsås, 1847 predikstol
- Fritsla kyrka, 1849? predikstol och altaruppsats
- Knäreds kyrka, 1853 predikstol
- Sandhults kyrka, 1853 predikstol och altaruppsats
- Värö kyrka, 1854 predikstol och altaruppsats
- Skrea kyrka, 1856 predikstol
- Örsås kyrka, 1858 predikstol
- Vessige kyrka, 1859 predikstol och altaruppsats
- Getinge kyrka, 1860 predikstol
- Askome kyrka, Ölsboklocka
- Skephults kyrka, predikstol
- Sjötofta kyrka, altare och predikstol